# SN 1999ac
SN 1999ac – supernowa typu Ia-pec odkryta 13 marca 1999 roku w galaktyce NGC 6063. Jej maksymalna jasność wynosiła 14,34m.